# Талзунас, Пранас
Пранас Талзунас (лит. Pranas Talzūnas; род. 23 мая 1913, Чикаго — 1984) — литовский баскетболист, чемпион Европы 1937 года в составе сборной Литвы, лучший игрок чемпионата Европы по баскетболу 1937

## Биография
Родился в семье литовских эмигрантов Карста и Хелен Талзунас в 1913 году. Был старшим ребёнком в семье, позже у родителей родились ещё двое детей — Анна и Каст
В 1937 году вместе с Феликсасом Кряучюнасом был приглашен в сборную Литвы для участия в предстоящем чемпионате Европы. Считается одним из первых европейцев, кто овладел и эффективно использовал бросок «крюком». В пяти матчах турнира набрал 62 очка (12,4 очков за игру), став одним из лучших бомбардиров (первенствовал здесь латыш Рудольф Юрциньш с показателем 12,5 очка в четырёх матчах). Неофициально признан лучшим игроком чемпионата Европы 1937.